# Zahra Lari
Zahra Lari (Abu Dhabi, 3 de març de 1995) és una patinadora artística sobre gel àrab i la primera dels Emirats Àrabs Units i de l'Orient Mitjà a competir internacionalment i en fer-ho amb hijab.
Lari es va interessar pel patinatge artístic als 12 anys, després de veure la pel·lícula de Disney Ice Princess. És graduada per la Universitat d'Abu Dhabi en Salut i Seguretat Ambiental, i la cofundadora i executiva en cap d'Emirates Skating Club, el primer club de patinatge artístic del seu país. El 2017 va formar part de l'anunci de Nike, Inc. amb esportistes musulmanes.